# Pedaalfout
Een pedaalfout is een menselijke fout waarbij de bestuurder van een motorvoertuig onopzettelijk het gaspedaal indrukt in plaats van het rempedaal. Het kan gaan om vergissingen of om het wegglijden van de voet. Mechanische defecten die tot ongecontroleerde acceleratie leiden, worden niet onder de pedaalfouten gerekend.
Een Amerikaanse studie uit 2012 schatte dat pedaalfouten in de Verenigde Staten jaarlijks 16.000 auto-ongelukken veroorzaakten, of 44 per dag. Vooral jongere, oudere en vrouwelijke bestuurders bleken aan de basis te liggen van dergelijke ongevallen. Het feit dat nieuwe wagens, speciaal elektrische, steeds harder kunnen accelereren, maakt dat er minder reactietijd is om een pedaalfout recht te zetten. Toyota introduceerde in 2020 in auto's voor de Japanse markt sensoren die waarschuwen en inhouden wanneer objecten voor het voertuig worden gedetecteerd ("Pedal Misapplication Acceleration Control System II").

## Voetnoten
1. 1 2 3  Kathy H. Lococo, Loren Staplin, Carol A. Martell en Kathy J. Sifrit, "Pedal Application Errors", National Highway Traffic Safety Administration, Report No. DOT HS 811 597, 2012. DOI:10.21949/1525716
2. ↑  Gebaseerd op een nationale projectie van ongevallenstatistieken voor North Carolina uit de periode 2004-2008, waarin 2.411 zelfgerapporteerde pedaalfouten voorkwamen. Zie: Extreme Acceleration Is the New Traffic Safety Frontier, bloomberg.com, 6 januari 2023
3. ↑  Extreme Acceleration Is the New Traffic Safety Frontier, bloomberg.com, 6 januari 2023
4. ↑  Toyota Launches New Acceleration Suppression System, persbericht Toyota, 1 juli 2020